# Simulium empascae
Simulium empascae es una especie de insecto del género Simulium, familia Simuliidae, orden Diptera.
Fue descrita científicamente por Py-Daniel & Moreira, 1988.